# Punta de l'Echelle
La Punta de l'Echelle (3.422 m s.l.m. - in francese Pointe de l'Échelle) è una montagna delle Alpi della Vanoise e del Grand Arc nelle Alpi Graie.

## Descrizione

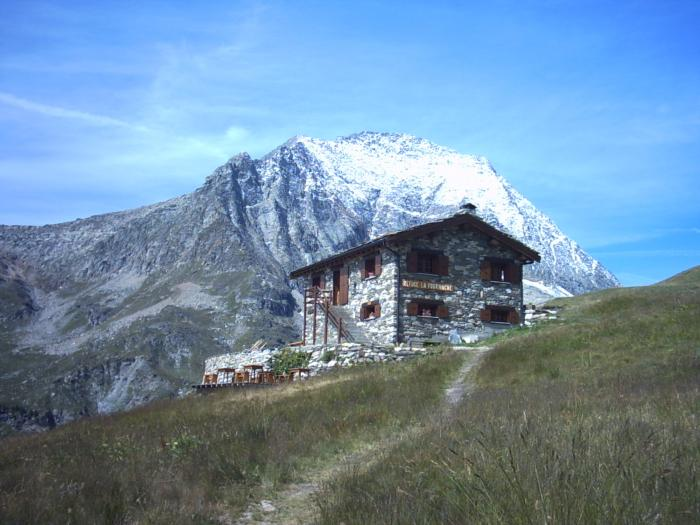
Il versante est della montagna. In primo piano il Rifugio della Fournache

La montagna si trova sullo spartiacque tra la Moriana e il vallone del Doron de Chavière, che tramite il Doron de Pralognan e il Doron de Bozel risulta tributario dell'Isère. A ovest il crinale la collega con l'Aiguille de Polset, mentre lo spartiacque prosegue verso con la Cime des Planettes (2976 m) e, dopo la Brèche de la Croix de la Rue (2885 m) risale alla Pointe de l'Observatoire. Ina cresta secondaria si stacca dalla montagna in direzione sud collegandola con il Grand Roc (3316 m) e il Rateau d'Aussois (3128 m). Amministrativamente de l'Echelle costituisce i punto d'incontro tra i comuni di Pralognan-la-Vanoise, Aussois e Villarodin-Bourget.

## Punti di appoggio
- Refuge du Fond d'Aussois (lato Aussois, 2329 m)
- Refuge de Peclet Polset (lato Pralognan, 2479 m)

## Protezione della natura
La montagna fa parte del Parco nazionale della Vanoise.